# ロイヤルバンク・オブ・スコットランド
ロイヤルバンク・オブ・スコットランド（英: The Royal Bank of Scotland plc, 略称：RBS、スコットランド・ゲール語：Banca Rìoghail na h-Alba）またはスコットランド王立銀行は、エディンバラに本社を置くイギリスのメガバンク。ナットウエスト・グループの傘下にあり、スコットランド最大の清算銀行である。ビッグバンとメロン・フィナンシャル支店買収をきっかけにアメリカ合衆国でも有数の商業銀行に成長した。

## 沿革

### ユニバーサル・バンクへ
戦間期にウィリアムズ・ディーコンズ・バンクとグリン・ミルズ商会を買収し、ユーロ債市場が隆盛した1970年に両ブランドを統合した（Williams & Glyn's Bank）。このブランドにはナショナル・コマーシャル・バンク・オブ・スコットランド（National Commercial Bank of Scotland）の支店網が含まれた。セカンダリー・バンキングは英国病をもたらした。
合衆国で事実上の銀証分離緩和が進む1985年、ロイヤルバンク・オブ・スコットランドは統合したブランドを廃止、完全吸収した。1980年代には、一時ロイズ銀行の支援を受けるが、個人向け業務や中小企業向け業務の拡充により高い収益率を誇る。海外進出にも積極的で、1988年にはアメリカのニューヨーク州を拠点とするシティズン（Citizens Financial Group）を買収している。FIMACOがソビエト連邦の崩壊で親会社ゴスバンクを失い、旧ソ連のユーロバンクが支配するところとなるとき、ユーロバンクはロイヤルバンク・オブ・スコットランド信託会社に85万ドルの事務管理費を払った。

### クーツ商会とメロン財閥
2000年にはイングランドの四大商業銀行の一つであるナショナル・ウエストミンスター銀行を敵対的買収により子会社化し、イギリスで最大の商業銀行となった。ナショナル・ウエストミンスター銀行は1969年からクーツ商会（Coutts & Co.）を子会社化しており、これが後年パナマ文書の着目点となる。2001年ロイヤルバンク・オブ・スコットランドがメロン・フィナンシャルからペンシルベニアの支店網を買収した。これにより子会社のシティズンが世界金融危機までアメリカ事業を牽引することになった。2004年ロイヤルバンク・オブ・スコットランドは中国銀行の株式10%を取得している。2007年10月にABNアムロ銀行の買収に参加した。2008年10月13日、英国政府より経済危機対策として、200億ポンドの資金注入を受ける。英国政府より巨額の公的資金注入を受けたにもかかわらず、銀行業界で過去最大規模のボーナスを社員に支給したことで批判を集めた。CEOのグッドウィン卿（Fred Goodwin）は引責辞任した。2009年1月、HBOSをロイズ・バンキング・グループに売却した。
ユーロ危機の顕在化する2012年1月に、グッドウィン卿はナイトを剥奪された。2013年12月4日、欧州委員会がロイヤルバンク・オブ・スコットランド他5行のLIBOR不正操作を追及して制裁金を課した。

### 制裁金負担の割当
2015年6月10日、オズボーン英財務相は、損失を出してもRBS株を売却することが納税者と国家経済にとって「正しいことだ」と述べた。2017年5月現在も株の売却がつづいており、完全に機関化された。
2018年8月14日、ロイヤルバンク・オブ・スコットランドがMBSを不正販売した事件をめぐり米司法省へ49億ドルの和解金を支払うことに合意。経営難で9月には54支店を閉鎖することになった。さかのぼって8月1日、ウェルズ・ファーゴも同様の事件で和解金20億9千万ドルを支払うことに合意した。同行は消費者金融保護局（CFPB）からも追及されていた。野村證券も同様の事件を裁判で争っていたが、6月に合衆国最高裁判所は野村とロイヤルバンク・オブ・スコットランドの主張を退けた。

## 日本での活動
2001年4月に旧Natwestが開設していた東京支店を改組する形で、アール・ビー・エス・セキュリティーズ・ジャパン・リミテッドが設立された。2013年3月期決算で32億円の損失を出すなど業績不振が続き、2019年に日本国債の売買業務から撤退した。
また、傘下のDirect Lineが安田生命保険（当時）と合弁を組み日本で「安田ライフダイレクト損害保険」を設立して損害保険業務を行っていたが、2004年に合弁を解消し持分を売却した（現在のそんぽ24損害保険）。